# قتلگاه (رمان)
قتلگاه (انگلیسی: Killing Floor) یک رمان مهیج نوشتهٔ لی چایلد است که در سال ۲۰۰۲ منتشر شد. در این کتاب برای نخستین بار شخصیت جک ریچر معرفی می‌شود.